# Kamjanycia (stacja kolejowa)
Kamjanycia (ukr. Кам'яниця, węg. Ókemence) – stacja kolejowa w miejscowości Kamjanycia, w rejonie użhorodzkim, w obwodzie zakarpackim, na Ukrainie. Położona jest na linii Sambor – Czop.

## Historia
Stacja powstała, gdy tereny te należały do Austro-Węgier i początkowo nazywała się Ókemence.